# 20174 Ейзенштейн
20174 Ейзенштейн (20174 Eisenstein) — астероїд головного поясу, відкритий 13 грудня 1996 року.
Тіссеранів параметр щодо Юпітера — 3,492.